# Xã Franklin Grove, Quận Lee, Illinois
Xã Franklin Grove (tiếng Anh: Franklin Grove Township) là một xã thuộc quận Lee, tiểu bang Illinois, Hoa Kỳ. Năm 2010, dân số của xã này là 1.416 người.